# 梁璞
梁璞（1920年—2005年9月21日），河北省高阳县人，中国人民解放军空军参谋长。中国人民解放军开国大校。

## 历史
1937年参加吕正操的河北抗日自卫军，1939年加入中国共产党，历任河北省游击军司令部文书，参谋处参谋，抗大二分校学员，冀中七分区作战参谋，冀中26团参谋长，冀中七纵队20旅58团团长，21旅参谋长，华北军区步兵209师副参谋长，空三师副参谋长，参谋长，空军司令部作战处处长，作战部部长，空司副参谋长，空军参谋长。
1971年9月12日18时梁璞到天安门广场的指挥车上组织国庆群众游行演练。9月13日零时，第一遍群众演练刚走完，指挥台大喇叭喊空军参谋长接电话。电话是空军司令部航行局值班调度员傅本理参谋打给梁璞说256号三叉戟专机没有预报就从山海关机场起飞。梁璞立即回空军大院，坐镇空军调度室，梁璞直接对机长潘景寅喊话，没有回答。这时总政治部主任兼北京军区司令员李德生赶到了空军调度室，梁璞向李德生汇报情况，请示是否拦截。李德生请示周恩来后说，总理指示这架飞机不能拦截，让它飞。9月13日凌晨3时15分，沙河机场报告起飞了一架直升机向张家口飞去。周恩来指示迫降。李德生叫梁璞命令北京军区空军起飞拦截。之后六天六夜，梁璞一直与李德生坐镇空军指挥所。
九一三事件后，经毛泽东、周恩来批准，空军成立清查九一三事件的五人小组：空军政委王辉球、分管三机部的副司令员曹里怀、分管民航的副司令员邝任农、分管军事训练的副司令员薛少卿、空司参谋长梁璞。五人小组在李德生领导下清查空军的九一三事件牵连的人和事。
1974年春节前，空军在天坛体育馆召开批林批孔大会，空军司令员马宁和政治委员高厚良宣布梁璞几条严重政治错误。中共中央组织部部长郭玉峰找梁璞谈话，称中央对梁璞实施“保护”，停职审查；因为一年半以来的批林运动没有揭发出梁璞什么问题，够不上进“亚洲疗养院”隔离审查的标准，把梁璞送到中组部管理的木樨地公安学院院子里三个多月。中央专案组也没有查出问题，给梁璞的结论是犯严重错误，但不是九一三事件线上的人，照样工作。被空军送到陕西大荔的空军五七干校农场养猪八年。1981年“两案”审理时，梁璞被接回北京，住在打磨厂（空军大院的房子早已被收走）。审理“两案”后，中纪委副书记王鹤寿专门要求空军执行中央关于梁璞的结论，让梁璞恢复工作。空军常委会议再次核查，仍然没有发现梁璞的任何问题。拖了几年，给梁璞从正兵团职按照副兵团待遇办了离休手续。
1955年被授予空军上校军衔，1964年晋升为空军大校。获二级独立自由勋章、二级解放勋章，独立功勋荣誉章。
副兵团职待遇离休。